# Friedhof Pankow XII

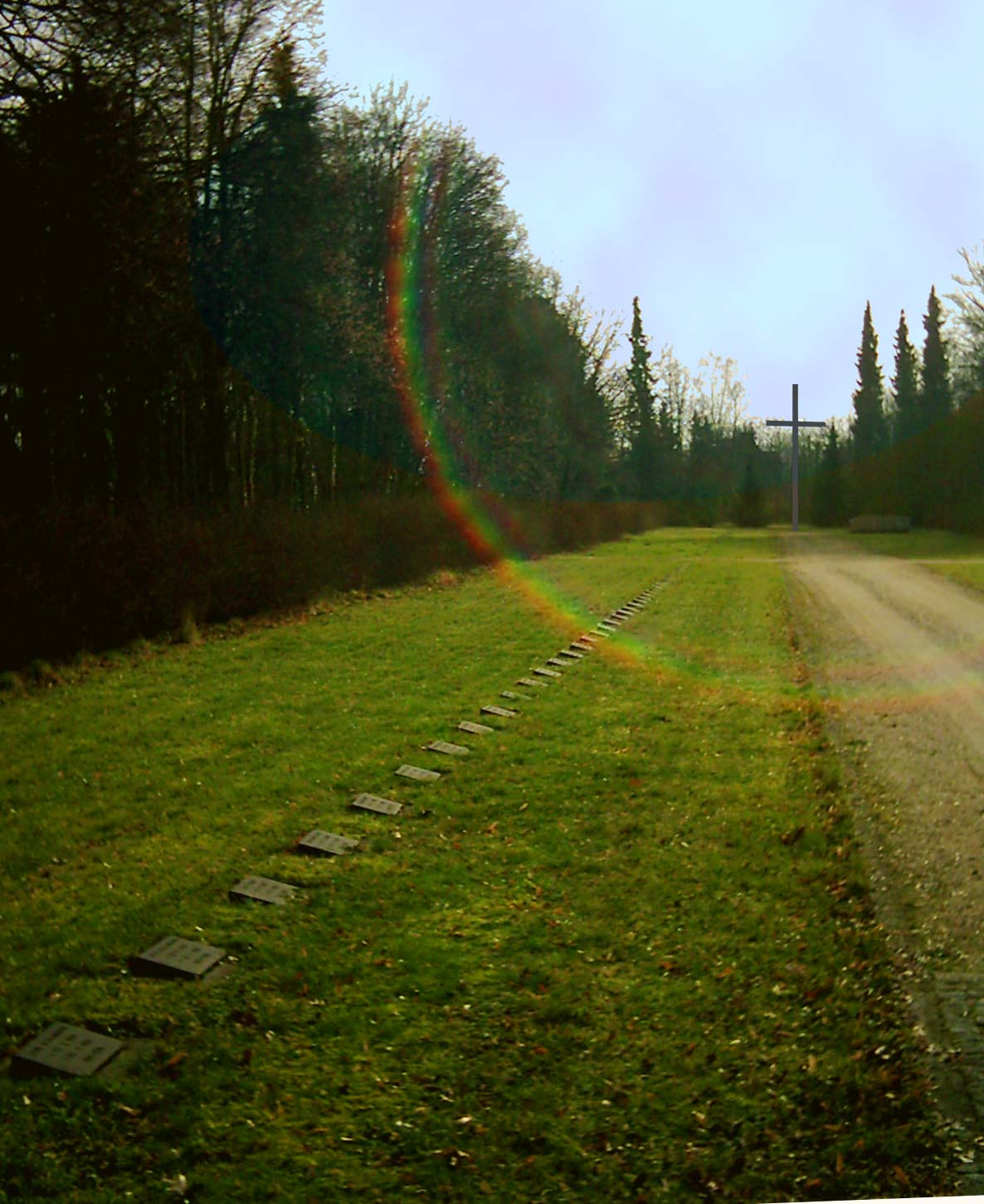
Ehrenhain für Opfer des Ersten Weltkrieges

Der Friedhof Pankow XII ist ein städtischer Begräbnisplatz im Berliner Ortsteil Buch. Der Waldfriedhof liegt entlang der Schwanebecker Chaussee, im Osten und Süden grenzt er an die Nachbargemeinde Schwanebeck, im Westen an das Klinikumgelände. Er hat eine Gesamtfläche von 143.000 m².

## Geschichte
Der Bucher Friedhof wurde als Begräbnisstätte der Krankenanstalten angelegt, die von Ludwig Hoffmann in Buch errichtet worden waren. Die Hospitale für geistig und körperlich dauerhaft geschädigte Menschen mit eingeschränkter Lebenserwartung erforderten infolge der erhöhten Sterblichkeit zusätzliche Bestattungsfläche, zumal der vorhandene Friedhof der Kirchgemeinde Buch an der Schlosskirche schon sehr beengt war. 1902 einigten sich die zunächst getrennten Verwaltungen der Bucher Krankenhäuser auf einen gemeinsamen Begräbnisplatz.

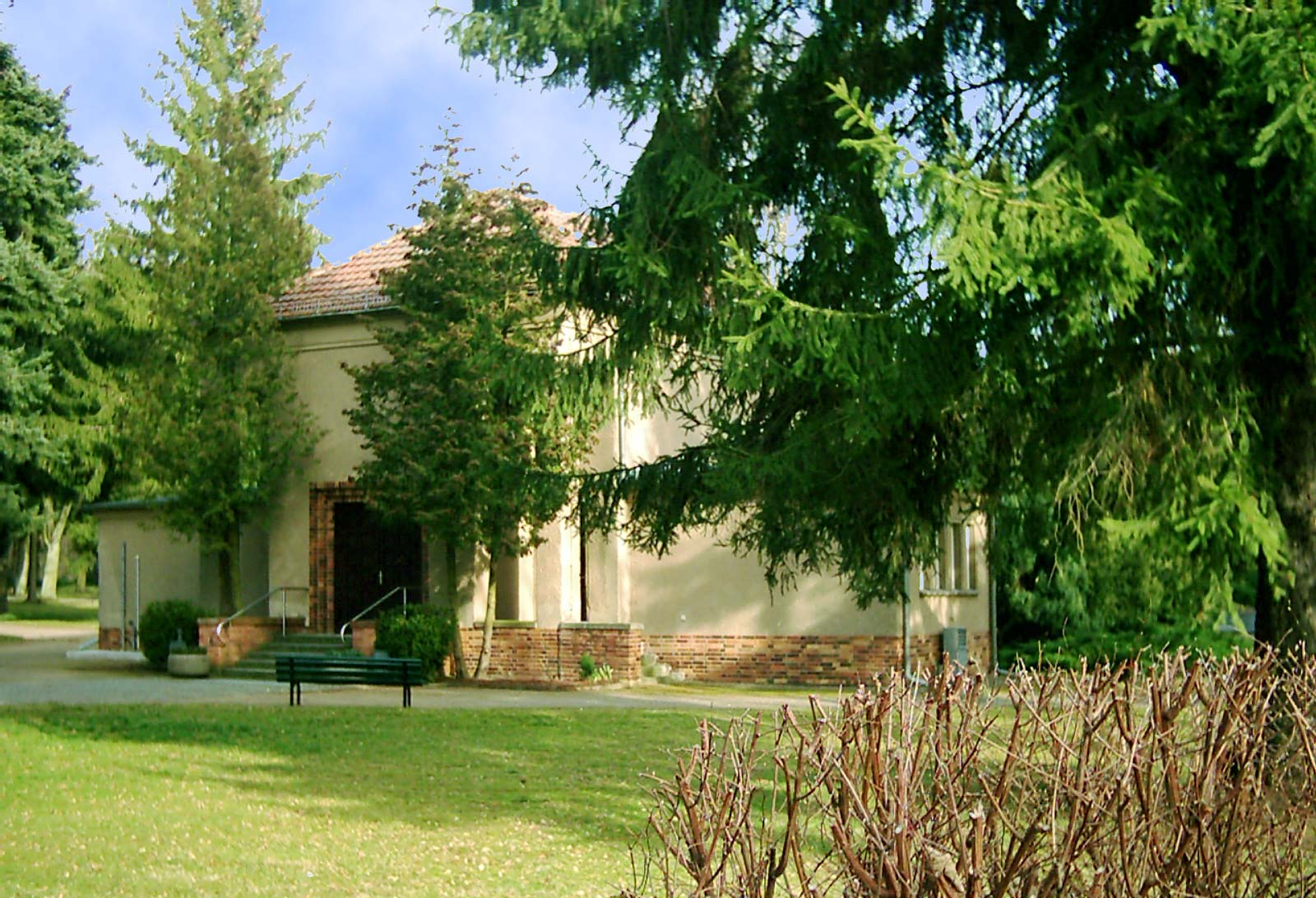
Feierhalle

Es entstand der Anstaltsfriedhof, dessen Nutzung am 27. Mai 1908 begann. Hier wurden die Armen auf Kosten der damaligen Wohlfahrtsämter beerdigt. 1912 übernahm die Stadt Berlin die Verwaltung, obwohl er außerhalb der Stadtgrenze lag, denn die Bucher Anstalten wurden vorwiegend für Berlin genutzt. Mit der Bildung von Groß-Berlin erfolgte die Benennung als „Städtischer Friedhof XII Bln-Pankow“.
Im Ersten Weltkrieg fanden hier 183 Tote aus den Bucher Krankenhäusern, die als Lazarett genutzt wurden, ihre Ruhestätte. Im Zweiten Weltkrieg wurden Verstorbene deutscher und anderer Nationalitäten bestattet.
Die ursprüngliche Feierhalle in Fachwerkbauweise wurde im Zweiten Weltkrieg bei den Kämpfen stark beschädigt. Sie wurde repariert, brannte aber am 29. Oktober 1949 ab. Im Januar 1954 wurde die neue Feierhalle eingeweiht. Sie wurde zweckorientiert und äußerlich zurückhaltend ausgeführt. Die Innenausstattung dagegen ist wirkungsvoll und entspricht dem feierlichen Zweck.
Der Bedarf an Friedhofsfläche in Berlin sinkt seit vielen Jahren, und auch der Bedarf als Anstaltsfriedhof für „Sozialbestattungen“ besteht nicht mehr. Darum wurde im Mai 2008 die Teilschließung von pietätsunbefangenen Flächen im hinteren ungenutzten Teil beschlossen. Die Flächen besitzen damit keine Sperrfrist wie Begräbnisflächen und werden „kurzfristig zur Nutzung als Grasflächen“ umgestellt. So verringerte sich die Fläche des Friedhofes um 5.750 m² auf 137.250 m².

## Kriegsgräberstätten

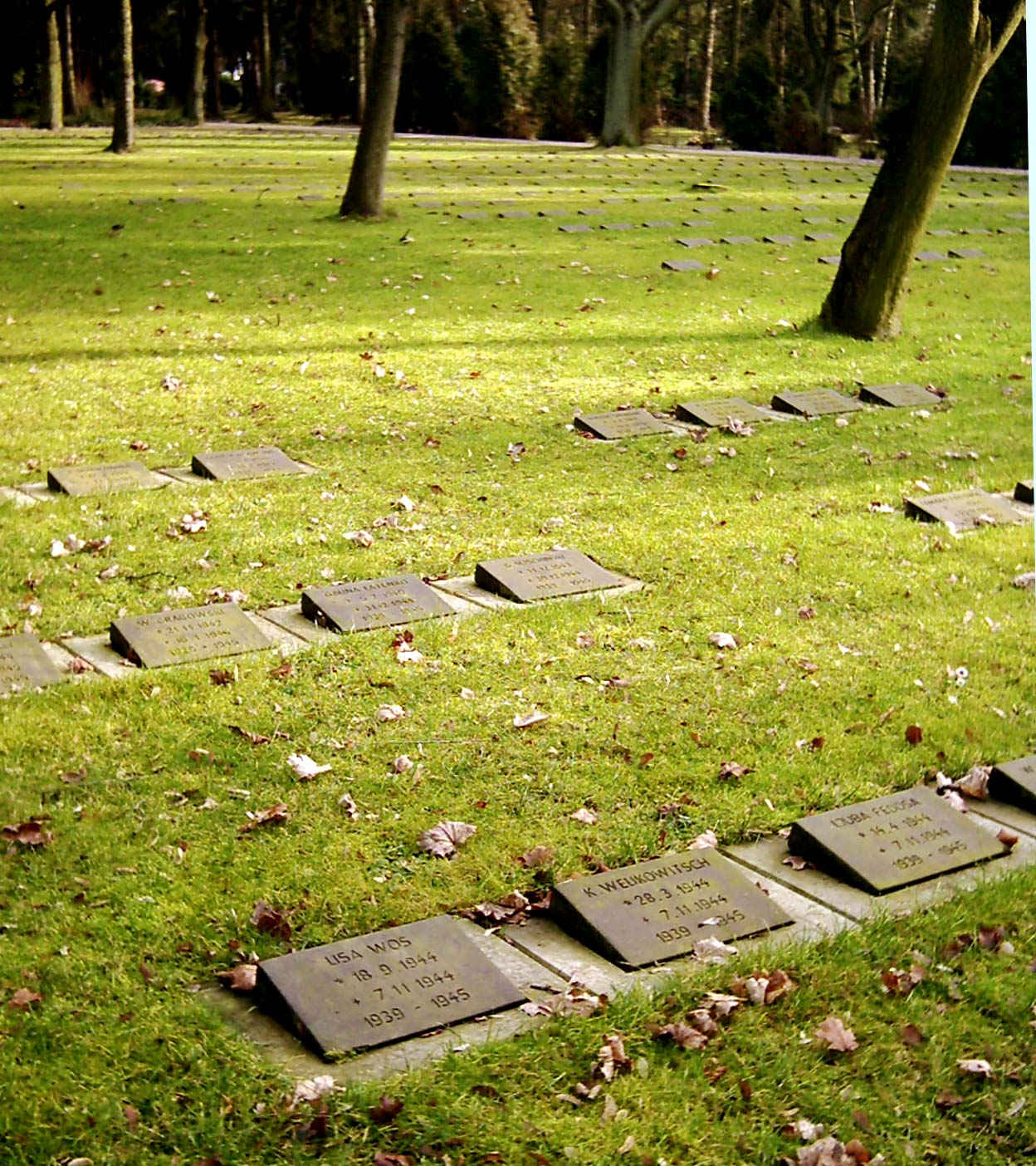
Ehrenhain für Opfer von Krieg und Gewaltherrschaft des Zweiten Weltkrieges

Auf dem Friedhof existieren zwei Kriegsgräberstätten für insgesamt 1579 Opfer von Krieg und Gewaltherrschaft, die in den 1980er Jahren neugestaltet wurden. Die Anlagen unterstehen dem Dauerliegerecht und der Pflege durch das Land Berlin.
Am Ende der Hauptachse des Friedhofs im Blickfeld des Eingangs steht ein großes Holzkreuz als Zeichen des Gedenkens.
Der Ehrenhain für die Opfer des Zweiten Weltkrieges befindet sich in der Nähe des Eingangs links vom Hauptweg auf einer dreieckigen Fläche. Verstorbene Militärangehörige, Lazaretttote aus den Bucher Krankenhäusern bis 1946, Zwangsarbeiter, zivile Bombenopfer und Luftwaffenhelfer sind hier bestattet. Jedes Grab ist mit einer schräggestellten Majolikaplatte versehen, auf der Name, Geburts- und Sterbedatum sowie die Kriegsjahre als Relief eingelassen sind.
Die Opfer des Ersten Weltkrieges liegen am Ende des Hauptweges, der vom Eingang aus direkt auf das Mahnkreuz zuführt. Am Ende des Weges sind rechts und links die Grabplatten der Einzelgräber in je einer Rasenreihe eingelassen.
Bemerkenswert sind auch einige Privatbestattungen aus dem Jahre 1945 rechts vom Hauptweg in der Nähe des Eingangs. Hier befinden sich noch Grabsteine und ebenerdig eingelassene Platten, die die Grabstätten von zivilen Toten markieren.

## Baumbestattungen

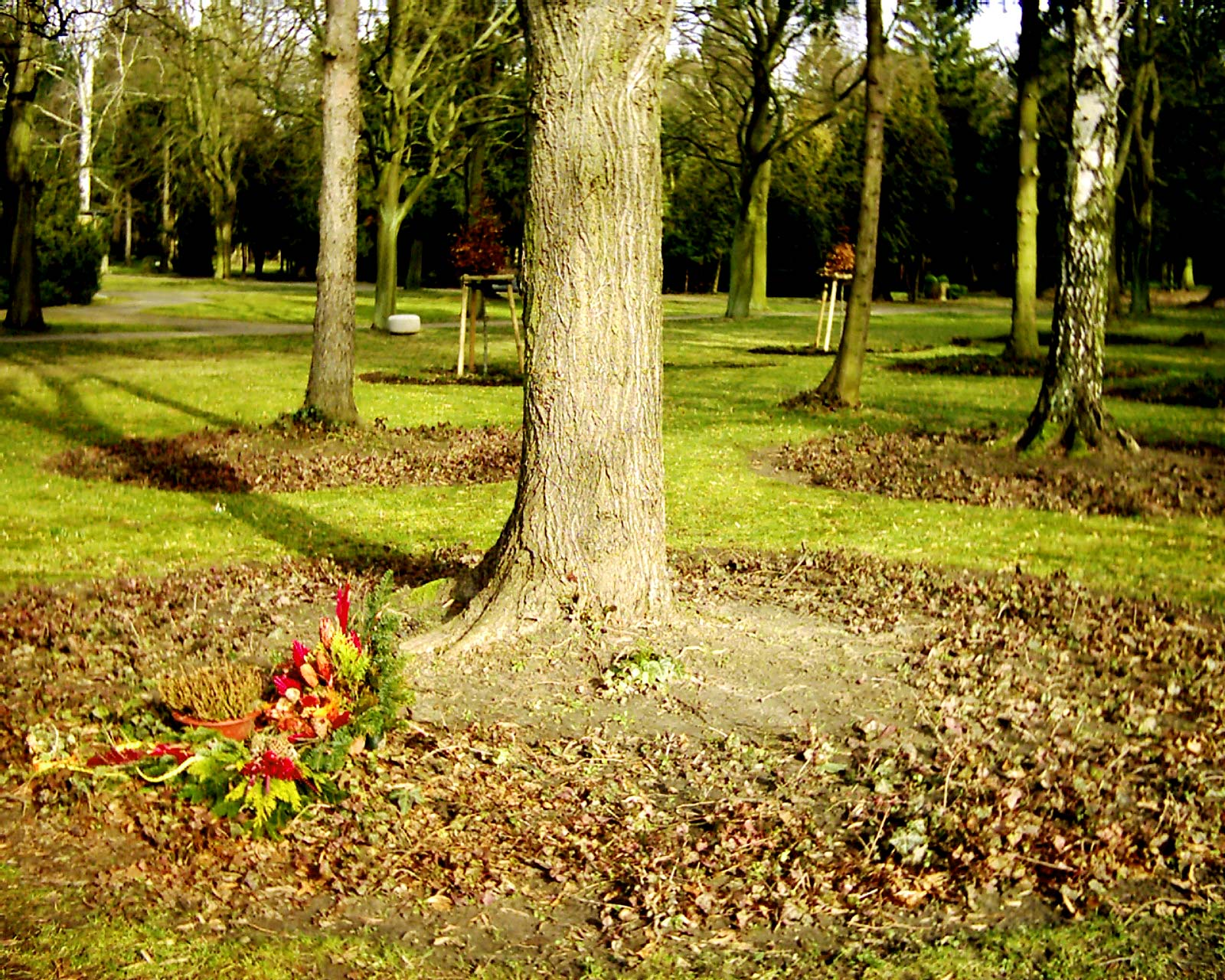
Baumfeld

An der Hauptallee hinter der Feierhalle wurde für Baumbestattungen ein Feld mit einzeln stehenden Bäumen ausgewählt und mit Efeuringen bepflanzt. Auf dieser Anlage werden Urnen im Wurzelbereich der Bäume beigesetzt.

## Friedhof XI
Der kleinste Friedhof Pankows lag in Buch jenseits der S-Bahn-Linie zwei Kilometer vom Friedhof XII entfernt. Der Alleequartierfriedhof hat eine Fläche von 4356 m² und zeichnet sich durch einen alten, dichten Baumbestand aus. Der Friedhof ist seit 1985 geschlossen. Er liegt an der Stadtgrenze zu Panketal OT Schwanebeck entlang des Viereckwegs, an der Ecke Röbellweg (Koordinaten: 52° 38′ 50″ N, 13° 30′ 27″ O).
Ende des 19. Jahrhunderts war westlich der Eisenbahnlinie die Kolonie Buch entstanden. Der Friedhof an der Schlosskirche war für die Alteingesessenen vorbehalten, da Bucher Bürger ein garantiertes Bestattungsrecht hatten. Der Anstaltsfriedhof (heute Pankow XII) war noch in der Diskussion. So wurde 1902 die Einrichtung des neuen (Kolonie-)Friedhofs notwendig. Er erhielt eine Feierhalle, dem Zeitgeschmack entsprechend im neugotischen Stil. Die baufällige Feierhalle wurde Ende der 1980er Jahre mit Schließung des Friedhofs abgerissen.
Auf dem Friedhof XI befindet sich die Grabstätte der Schwiegereltern des Militärmusikers Gustav Sabac el Cher, dessen eigene Grabstätte auf dem Waldfriedhof Senzig liegt. Er war ab 1895 preußischer Militärkapellmeister in Königsberg, später in dieser Funktion in Berlin. Sein Vater August war 1843 als Lakai bei einer Ägyptenreise von Prinz Albrecht eingesetzt und dann verblieben. Gustav war in jener Zeit aufgrund seiner dunklen Hautfarbe eine Attraktion bei der preußischen Militärmusik. Die Eltern seiner Gattin, Anna und Oskar Perling, ruhen in Abteilung 2, Reihe 3, Nr. 1/2.
Der Friedhof wurde 1985 geschlossen und besteht noch, bis die Nutzungsfrist aller Grabstellen abgelaufen ist, was im Jahre 2011 der Fall war. Anschließend ist eine Nachruhefrist als Friedhof für zehn Jahre vorgeschrieben. In der weiteren Nutzung ab 2022 ist vom Bezirk Pankow eine mögliche Nutzung als Park vorgesehen. In den 2010er Jahren war es eine umzäunte Grün- und Baumfläche, der das Tor fehlt.